# Ściborzyce Małe
Ściborzyce Małe (niem. Steubendorf)– wieś w Polsce położona w województwie opolskim, w powiecie głubczyckim, w gminie Głubczyce, na ziemi prudnickiej.
W latach 1975–1998 miejscowość administracyjnie należała do ówczesnego województwa opolskiego.
We wsi ma swoją siedzibę leśnictwo Ściborzyce, które należy do nadleśnictwa Prudnik (obręb Prudnik).
Wieś była własnością arystokratycznej rodziny Mettichów z Prudnika. Wchodziła w skład dóbr zamku w Łące Prudnickiej. Do 1816 roku Ściborzyce Małe należały do powiatu prudnickiego. W związku z reformą administracyjną, w 1816 Ściborzyce Małe zostały odłączone od powiatu prudnickiego i przyłączone do głubczyckiego.
We wsi urodził się kompozytor Max Filke.

## Zabytki
Do wojewódzkiego rejestru zabytków wpisany jest:
- kościół par. pw. Świętej Trójcy, z l. 1601–1602, 1862 r.